# Paulo Futre
Paulo Futre, właśc. Paulo Jorge dos Santos Futre (ur. 28 lutego 1966 w Montijo) – portugalski piłkarz. Zaliczył 41 występów w reprezentacji Portugalii. Uczestnik Mundialu 1986.